# Pat, la mamma virtuale
Pat, la mamma virtuale (Smart House) è un film per la televisione del 1999.

## Trama
Dopo aver partecipato ad un concorso, Ben, ragazzo di tredici anni, vince una casa computerizzata tra i cui gadget ingegnosi e all'avanguardia c'è anche Pat, una sorta di cameriera tuttofare in versione robot. Così, oltre a non avere più il pensiero di occuparsi delle faccende casalinghe, Ben finalmente ha una speranza che suo padre finalmente non si risposi più. Ma suo padre NIck si innamora proprio della ragazza che ha progettato il programma.

## Canzoni
Quelle che seguono sono alcune delle canzoni presenti nel film:
- C'est la Vie - B*Witched
- Slam Dunk (Da Funk) - 5ive
- The House Is Jumpin - Sterling Smith

## Cast
- Ryan Merriman - Ben Cooper
- Katey Sagal - Pat, la mamma virtuale
- Kevin Kilner - Nick Cooper
- Katie Volding - Angie Cooper
- Jessica Steen - Sara Barnes
- Paul Linke - Tuttle
- Raquel Beaudene - Gwen Patroni
- Joshua Boyd - Ryan
- Emilio Borelli - Miles
- Jason Lansing - Johnny

## DVD
Negli USA, il DVD del film è stato distribuito solo attraverso un concorso internet nel 2008. In Italia, come la maggior parte dei film Disney per la televisione, il film non è stato pubblicato in DVD.

## Curiosità
- La trama del film è ispirata da La savana, breve racconto di Ray Bradbury presente nella sua raccolta Il gioco dei pianeti del 1951.